# ساندوفال (إلينوي)
ساندوفال (بالإنجليزية: Sandoval)‏ هي منطقة سكنية تقع في الولايات المتحدة في إلينوي. يقدر عدد سكانها بـ 1,434 نسمة .

## الموقع الجغرافي
الموقع الجغرافي للمناطق المحيطة بهذه النقطة هو كالتالي:

## أعلام
- باربرا كروفورد جونسون